# William Sims Bainbridge
William Sims Bainbridge (12 d'octubre del 1940) és un sociòleg estatunidenc. És codirector d'antropologia digital a la National Science Foundation i professor de sociologia a la Universitat George Mason. Fou el primer director de recerca de l'Institute for Ethics and Emerging Technologies, fundat el 2004. Bainbridge és conegut principalment pels seus treballs en sociologia de les religions. Recentment publicà un estudi sociològic sobre els videojocs.

## Biografia
Durant les dècades del 1970 i del 1980, Bainbridge treballà amb el sociòleg Rodney Stark per desenvolupar una teoria de les religions que porta el seu nom. Junts, escrigueren The Future of Religion el 1985 i A Theory of Religion el 1987. Aquesta teoria, que explica les religions en termes de recompenses i compensacions, és precursora del treball de Laurence Iannaccone sobre l'economia de la religió.
A més d'una desena de llibres, Bainbridge ha publicat més de 200 articles en diverses publicacions. Els seus treballs recents tracten de la sociologia dels videojocs i començaren amb la publicació d'un article escrit amb la seva filla Wilma Alice Bainbridge sobre els aspectes sociològics dels errors transitoris en els videojocs. Així mateix, s'ha interessat pels sistemes que permeten a un programari determinar el personatge d'un jugador basant-se en tests de personalitat.